# عازف البيانو (فلم)
عازف البيانو (بالإنجليزية: The Pianist) هو فيلم من نوع الدراما التاريخية صدر عام 2002، من إخراج رومان بولانيسكي وتأليف رونالد هاورد، وبطولة أدريان برودي. الفيلم مأخوذ عن كتاب يحمل نفس الاسم لعازف البيانو البولندي اليهودي فلاديسلاف شبيلمان.
فاز الفيلم بجائزة السعفة الذهبية في مهرجان كان السينمائي، كما فاز أيضا بأوسكار أفضل مخرج وأفضل ممثل وأفضل سيناريو مقتبس.

## قصة الفيلم
كان فلاديسلاف شبيلمان عازف البيانو البولندي الجنسية اليهودي الديانة يعزف في محطة الإذاعة البولندية التي تعرضت للقصف وتهدمت من قصف القوات الألمانية النازية لها بالقنابل، مع اشتعال الحرب العالمية الثانية وكان ذلك في سبتمبر من عام 1939م. يحدوه الأمل بانتصار سريع لبريطانيا وفرنسا يدعوا هو وأسرته لهما بهزيمة الألمان بعد أن علم بتدخلهما ومحاربتهما لألمانيا، ولكن الجيش الألماني هَزَمَ بولندا وأحتل مدينةوارسو. تدهورت ظروف المعيشة لليهود حيث حدد لهم مبلغًا معينًا من المال، ثم أُجْبٍرُوا على وضع شارة على الذراع موسومة بنجمة داود .
بحلول نوفمبر من 1940م وضِعوا في ظل ظروف قاسية ومهينة في جيتو (حي مغلق) وارسو، حيث شهدت أسرة شبيلمان - وبها والده ووالدته أيضا- كيف قام SS (جيش الحماية)باقتحام الشقة المقابلة لهم وقتلوا جميع من كان بها.
وسرعان ما أحيطت الأسرة وأجبرت للانتقال إلى معسكر الإبادة بتريبلينكا؛ ولكن شبيلمان تم إنقاذه بواسطة صديق له يهودي يعمل في شرطة الجيتو . أصبح شبيلمان عامل سُخرة لدى الألمان حيث ينجو من الإعدام العشوائي الجماعي، ويتعلم شبيلمان من ثورة اليهود المرتقبة تهريب الأسلحة إلى الجيتو، وبصعوبة تجنب الشك به، ويدبر للهرب ويختبيء بمساعدة صديق غير يهودي أندريك بوجسكي وزوجته جانينا .
شاهد شبيلمان في إبريل 1943م بزوغ انتفاضة الحي اليهودي وسقوطها من نافذته القريبة من حائط الجيتو . ثم مر عام وأُجبرَ على الفرار بعد أن اكتشف جيرانه وجوده، ثم وضع بحجرة بها بيانو في مكان ثان للاختباء، ولكنه أُجبر على السكون، وعاني من مرض الصفراء. تتصاعد المقاومة البولندية بوارسو في إبريل 1943م، فهجموا على مقر البوليس السري الألماني بالجانب الآخر من الشارع مواجهًا لمخبأ شبيلمان.فيسمع جيرانه يهربون لأن الألمان حاصروا المبني، ويحاول الخروج من الباب ولكن بلا جدوي، حيث كان مقفولاً بالقفل من الخارج كطريقة تمويه أن لا يوجد أحد بالشقة .ومن حسن حظه تدمر قذائف الدبابات الألمانية حائط شقته فيجبر على الفرار والاختباء بمكان آخر بعيدا عن القتال المحتدم من حوله . ثم في الأشهر التالية يتم تدمير المدينة وتفريغها من السكان ومنهم شبيلمان الذي يبقى وحيدا يبحث يائسا عن المأوى والطعام بين الركام .
في نهاية الأمر يكتشف الضابط الألماني ويليم هوزنفيلد مكانه، ويعلم أن شبيلمان عازفا للبيانو فيسأله أن يعزف له على بيانو قريب منهما، فيعزف بيلمان مقطوعة ذات ثلاثة مقاطع بسيطة هزَّت هوسنفيلد الذي سمح له بالاختباء في أعلى منزل خالٍ، ويحضر له الطعام بانتظام. ولأن الألمان اضطروا للانسحاب بفضل تفوق الجيش الأحمر (السوفيتي) في يناير 1945م، فقابل هوزنفيلد شبيلمان لأخر مرة ووعده أن يستمع إليه في محطة الإذاعة البولندية وأعطى شبيلمان معطفه السميك لكي يبقيه دافئا ومضى ؛هذا المعطف كاد أن يقتل شبيلمان عندما أطلق الروسيون عليه النار ظنا منهم أنه ألمانياً، إلا أنهم أدركوا أنه بولنديا.
بمكان آخر، السجناء السابقون في معسكر الاعتقال النازي يمرون على الأسرى من الجنود الألمان، والاعتداء عليهم بالألفاظ ومنهم سجين سابق يصرخ أنه كان عازفا للكمان، ويُرى هوزنفيلد مع الأسرى ويسأل عازف الكمان إذا كان يعرف شبيلمان، فأكد له العازف ذلك، فطلب منه أن يطلب من شبيلمان أن يرد المعروف إن استطاع.
لاحقا يأتي عازف الكمان مع شبيلمان لموقع الأسر ولكنهما لم يجدا شيئا غير حقل عشبي وتوفى الضابط الألمانى في معسكر سوفيتى سنة 1952 ..، ثم لاحقا أيضا شبيلمان يعزف مع الأوركسترا مقطوعة رقصة البوليزي الكبرى لشوبان في حضور جمهور كبير وراقٍ. يختتم الفيلم بذكر بعض الأخبار مكتوبة فشبيلمان تُوفي عام 2000م عن عمر يناهز الثمانية والثمانين؛بينما تُوفي هوزنفيلد في معسكر سوفيتي عام 1952م.

## الإنتاج
قام المخرج البولندي الأصل رومان بولانيسكي بتمويل الفيلم بالكامل، إضافة إلى إثنين من الشركاء. تم تصوير الفيلم في بولندا وبريطانيا وألمانيا. من الجدير بالذكر أن أطلال البنايات التي تظهر في نهاية الفلم هي أصلية ولم تعالج سينمائيا، وتعود إلى بنايات قديمة كانت تابعة للجيش الأحمر السوفيتي في بولونيا وارتأى المخرج أن يتم تهديم بعضا من البيوت المجاورة لها لكي يبدو المشهد كاملا.

## الممثلين
- أدريان برودي بدور فلاديسلاف شبيلمان
- توماس كريتشمان - قائد الجيش الألماني وليم هوسينفيلد
- فرانك فاينلي - الأب
- مورين ليبمان - الأم
- إميليا فوكس - دوروتا
- إيد ستوبارد - هنريك

## الجوائز

### فاز
- جائزة الأوسكار لأفضل ممثل - أدريان برودي
- جائزة الأوسكار لأفضل مخرج - رومان بولانيسكي
- جائزة الأوسكار لأفضل سيناريو مقتبس - رونالد هاروود
- السعفة الذهبية
- جائزة البافتا لأفضل فيلم
- جائزة البافتا لأفضل مخرج
- جائزة سيزر لأفضل ممثل
- جائزة سيزر لأفضل مخرج
- جائزة سيزر لأفضل موسيقى
- جائزة سيزر لأفضل معالجة سينمائية
- جائزة سيزر لأفضل تصميم إنتاج
- جائزة سيزر لأفضل صوت
- جائزة قويا لأفضل فيلم أوربي

### ترشيحات
- جائزة الأوسكار الأفضل معالجة سينمائية - بول إيدلمان
- جائزة الأوسكار لأفضل تصميم - أنا بي. شيبارد
- جائزة الأوسكار لأفضل تحرير - أرفي دو لوزيه
- جائزة الأوسكار لأفضل فيلم
- جائزة البافتا لأفضل معالجة سينمائية
- جائزة البافتا لأفضل ممثل رئيس
- جائزة البافتا لأفضل سيناريو مقتبس
- جائزة البافتا لأفضل صوت - جان-ماري بلونديل، ديان همفريز، جيرار أردي

## مواضيع مرتبطة
- الهولوكوست

## وصلات خارجية
- عازف البيانو على موقع IMDb (الإنجليزية)
- عازف البيانو على موقع ميتاكريتيك (الإنجليزية)
- عازف البيانو على موقع الموسوعة البريطانية (الإنجليزية)
- عازف البيانو على موقع روتن توميتوز (الإنجليزية)
- عازف البيانو على موقع نتفليكس (الإنجليزية)
- عازف البيانو على موقع قاعدة بيانات الأفلام العربية
- عازف البيانو على موقع ألو سيني (الفرنسية)
- عازف البيانو على موقع Turner Classic Movies (الإنجليزية)
- عازف البيانو على موقع أول موفي (الإنجليزية)
- عازف البيانو على موقع بوكس أوفيس موجو (الإنجليزية)